# شراب الرمان

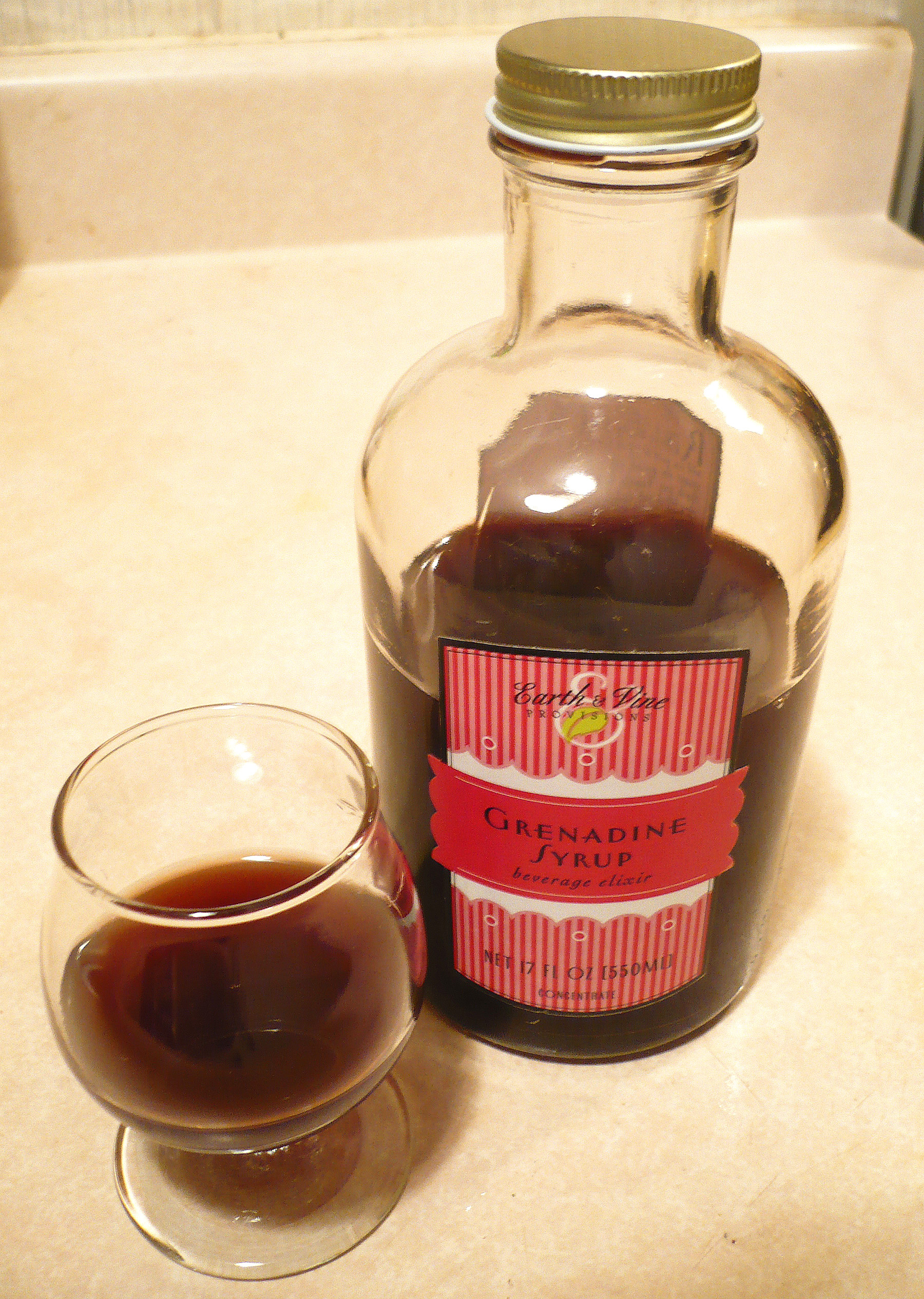
كوب وزجاجة من شارب الرمان التجاري

شراب الرمَّان أو الغرينادين شراب يتميز بلونه الأحمر العميق. إنه أحد مكونات الكوكتيل الشهيرة المشهورة بمذاقها وإعطائها صبغة حمراء أو وردية للمشروبات الخليطة . يُصنع من الرمان.